# Liga Mexicana de Béisbol 1943
La Temporada 1943 de la Liga Mexicana de Béisbol fue la edición número 19. Se mantienen los mismos 6 equipos de la temporada anterior.  El calendario constaba de 90 juegos en un rol corrido, el equipo con el mejor porcentaje de ganados y perdidos se coronaba campeón de la liga.
Los Industriales de Monterrey obtuvieron el primer campeonato de su historia al terminar en primer lugar con marca de 53 ganados y 37 perdidos, con medio juego de ventaja sobre el Unión Laguna de Torreón. El mánager campeón fue Lázaro Salazar.

## Equipos participantes
| Liga Mexicana de Béisbol 1943 |           |                       |            |           |
| Equipo                        | Fundación | Ciudad                | Estadio    | Capacidad |
| Alijadores de Tampico         | 1937      | Tampico, Tamaulipas   | Alijadores | 7,000     |
| Azules de Veracruz            | 1940      | México, D. F.         | Delta      | 20,000    |
| Diablos Rojos del México      | 1940      | México, D. F.         | Delta      | 20,000    |
| Industriales de Monterrey     | 1939      | Monterrey, Nuevo León | Cuauhtémoc | 8,000     |
| Puebla                        | 1938      | Puebla, Puebla        | Puebla     | 5,000     |
| Unión Laguna de Torreón       | 1940      | Torreón, Coahuila     | Revolución | 9,500     |

## Posiciones
| Liga Mexicana de Béisbol | Liga Mexicana de Béisbol | Liga Mexicana de Béisbol | Liga Mexicana de Béisbol | Liga Mexicana de Béisbol |
| Equipo                   | JG                       | JP                       | PCT                      | JV                       |
| ------------------------ | ------------------------ | ------------------------ | ------------------------ | ------------------------ |
| Monterrey                | 53                       | 37                       | .589                     | -                        |
| Torreón                  | 51                       | 36                       | .586                     | 0.5                      |
| Puebla                   | 44                       | 43                       | .506                     | 7.5                      |
| Tampico                  | 41                       | 48                       | .461                     | 11.5                     |
| Veracruz                 | 39                       | 51                       | .433                     | 14.0                     |
| México                   | 38                       | 51                       | .427                     | 14.5                     |

| Campeón de la Liga |

## Juego de Estrellas
El Juego de Estrellas de la LMB se realizó el 27 de julio en el Parque Cuauhtémoc en Monterrey, Nuevo León. La selección de jugadores de los equipos del Norte se impuso a la selección de jugadores de los equipos del Sur 6 carreras a 3.

## Designaciones
Se designó como novato del año a Roberto "Beto" Ávila" del Puebla.

## Acontecimientos relevantes
- Burnis "Bill" Wright de los Diablos Rojos del México se convierte en el segundo jugador en la historia de la liga en ganar la Triple Corona de bateo, al terminar con .366 de porcentaje de bateo, 70 carreras producidas y 13 Home Runs.[3][4]